# Onthophagus boranus
Onthophagus boranus là một loài bọ cánh cứng trong họ Bọ hung (Scarabaeidae).